# Martin Starger
Martin Starger (Nova Iorque, 8 de maio de 1932 – Los Angeles, 31 de maio de 2024) foi um empresário estadunidense. Ele foi presidente da ABC Entertainment durante seu período de boom na década de 1970, sendo pioneiro na criação de programas de televisão como ABC Movie of the Week, Marcus Welby, M.D., e Happy Days.

## Morte
Starger morreu no dia 31 de maio de 2024, aos 92 anos.